# Leukoplast

Plastiden

Een leukoplast (van het Oudgrieks: λευκός,  leukós, "wit" en πλαστός, plastós, "gevormd") is een type plastide in de plantencel dat gespecialiseerd is in de opslag van glucose (in de vorm van zetmeel) (amyloplast), van olie (elaioplast), of van proteïne (proteïnoplast), en speelt een rol in de moleculaire biologie. Een zetmeelkorrel is een leukoplast.
Leukoplasten zijn sterk verwant aan chromoplasten (geven planten hun kleur) en aan chloroplasten (verzorgen de fotosynthese van glucose).

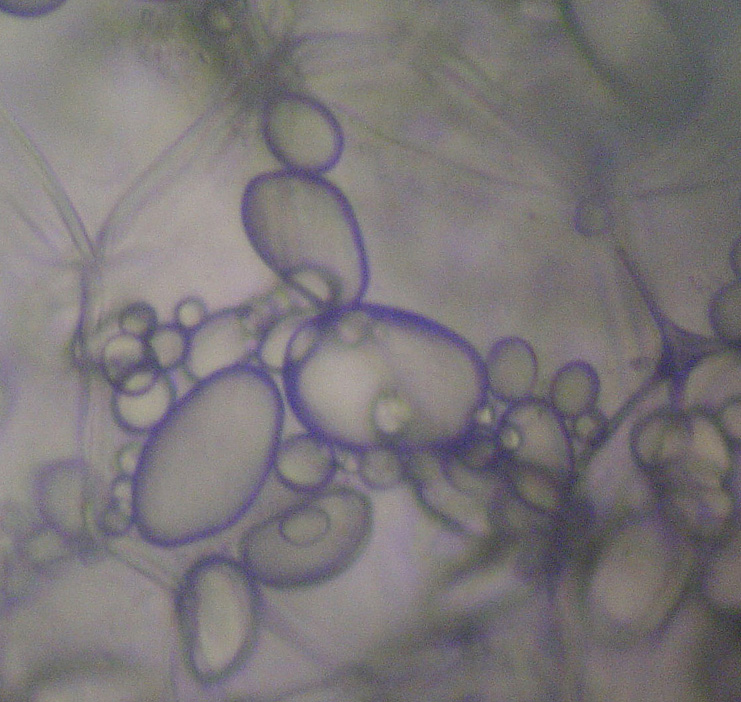
Zetmeelkorrel (amyloplast) bij aardappel
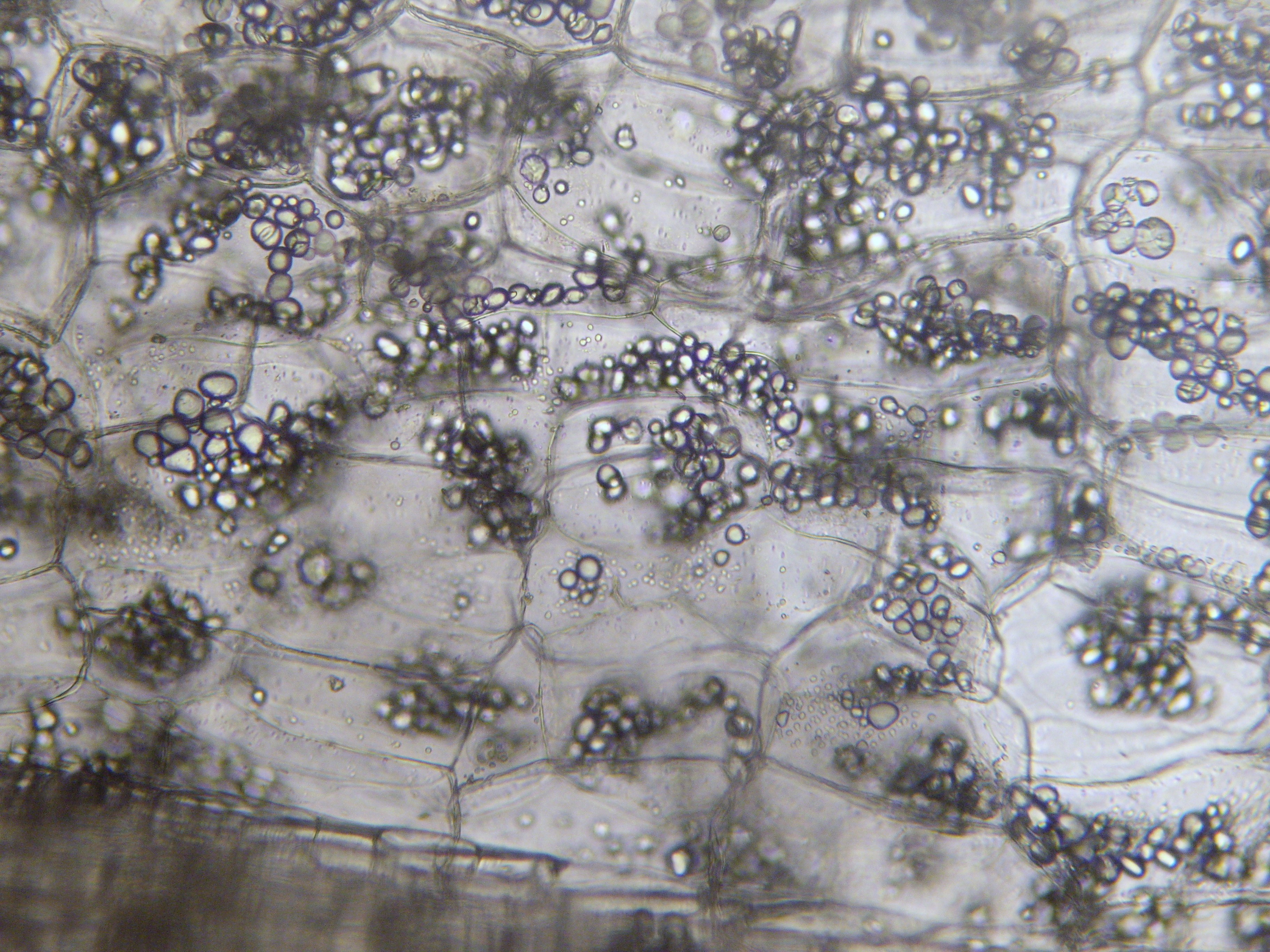
Zetmeelkorrels in de stengel van Oost-Indische kers